# Програма Гільберта
Програма Гільберта (англ. Hilberts program) — це серія проблем і задач, які були визначені Германом Гільбертом в 1900 році. Ці проблеми стали одним з основних напрямків розвитку математики ХХ століття.
Перша проблема Гільберта вимагала систематизації математики, визначення формальних доказів та доказування теорем. Це потребувало створення більш абстрактної та об'єктивної системи математики, яка б могла виконувати докази та перевірку теорем.
Друга проблема Гільберта була пов'язана з визначенням неперервності функцій та геометрії в безкінечно малих ділянках. Це потребувало вивчення нових методів аналізу та математичної фізики.
Третя проблема Гільберта була пов'язана з визначенням рішення нелінійних рівнянь в математичній фізиці. Це вимагало розробки нових методів та технологій для аналізу таких рівнянь та їх рішення.
Четверта проблема Гільберта була пов'язана з визначенням структури простих алгебраїчних груп. Це вимагало розробки нових методів та технологій для аналізу таких груп та їх структури.
Програма Гільберта була надзвичайно важливою для розвитку математики ХХ століття, так як її проблеми задавали напрямки для дослідження та вивчення математики як науки. Завдяки програмі Гільберта було створено багато нових методів та технологій, які змінили способи дослідження та вивчення математики.
Програма Гільберта викликала багато інтересу серед математиків та дослідників різних галузей. Вона стала однією з найважливіших наукових програм світу, що призвело до створення багатьох нових методів та технологій для аналізу та розв'язання математичних задач.
Одним з найвідоміших досліджень, що було проведено в рамках програми Гільберта, є дослідження відносно рівняння Коші. У 1950 році американський математик Карл Лоран показав, що це рівняння має конечночисленні розв'язки. Це було важливим досягненням, яке дозволило далі досліджувати цю задачу.
Іншим важливим дослідженням, пов'язаним з програмою Гільберта, є дослідження структури алгебраїчних груп. У 1960 році американські математики Алан Борел та Артур Пірес здобули премію Філдса за дослідження структури алгебраїчних груп, які були проведені в рамках програми Гільберта. Це дослідження дозволило зрозуміти багато важливих математичних структур, які використовуються в математичній фізиці, теорії інформації та комп'ютерній науці.
В останні роки, дослідження в рамках програми Гільберта спрямовані на розвиток квантової інформатики і квантової технології. Програма Гільберта входить в склад Квантової Інформаційної Науки та Технології (QuIST) і присвячена дослідженню квантової інформації, квантової систем та квантової системної науки.
Для більш глибокого знання програми Гільберта можна рекомендувати прочитати спеціалізовану літературу на цю тему, таку як:
- «The Geometry and Physics of Knots» автора Джона У. Каффмана
- «A Course in Computational Algebraic Number Theory» авторів Генрі Кохена та Джона Л. Лонга
- «Classical Knots and Their Invariants» автора Вільяма М. Боулера
- «Algebraic Topology: An Introduction» автора Генрі Макарена

Також можна знайти дослідницькі статті та дослідження, які проводяться у рамках програми Гільберта, в міжнародних математичних і фізичних журналах, таких як «Journal of Mathematical Physics», «Annals of Mathematics», «Journal of Knot Theory and its Ramifications», «Compositio Mathematica» та ін.